# Luis H. Ducoing Gamba
Luis Humberto Ducoing Gamba (San Luis de la Paz, Guanajuato; 12 de mayo de 1937-Santiago de Querétaro, 24 de marzo de 2024) fue un político mexicano, miembro del Partido Revolucionario Institucional. Fue gobernador de Guanajuato entre 1973 y 1979.

## Temprana edad y educación
Hijo de Luis Ducoing y Rebeca Gamba, Ducoing nació en San Luis de la Paz el 12 de mayo de 1937. Bautizado el 7 de junio de 1937 en la parroquia de San Luis Rey, en la población antes mencionada. Ducoing asistió a la Universidad de Guanajuato, donde se graduó en 1960.

## Carrera política
Ducoing fue elegido diputado federal en 1964. Sirvió hasta 1967 y volvió a servir de 1970 a 1973. Ducoing se desempeñó como gobernador de Guanajuato del 26 de septiembre de 1973 al 25 de septiembre de 1979.

## Vida personal y muerte
Precedido en la muerte por su esposa Marta Alicia Nieto Garza en 2018, Ducoing falleció en Querétaro el 24 de marzo de 2024, a la edad de 86 años 